# セディックドゥ
株式会社セディックドゥ（Sedic Deux Inc.）は、映画、テレビ番組等の企画、制作プロダクション映像等の輸出及び輸入、マネージメント業務の代表取締役大野貴裕。2006年4月6日に設立された。

## 主な制作作品

### テレビ
- リアル鬼ごっこ THE ORIGIN
- 都立水商! 〜令和〜

### 映画
- 天使の恋（2009年）
- リアル鬼ごっこ2（2010年）
- 十三人の刺客（2010年）
- あしたのジョー（2011年）
- リアル鬼ごっこ3（2012年）
- リアル鬼ごっこ4（2012年）
- リアル鬼ごっこ5（2012年）
- UVERworld DOCUMENTARY THE SONG（2012年）
- 風俗行ったら人生変わったwww（2013年）
- リアル鬼ごっこ（2015年）
- はぐれアイドル地獄変（2020年）